# Badminton-Jugendeuropameisterschaft 2007
Die Badminton-Jugendeuropameisterschaft 2007 für Sportler der Altersklasse U17 fand vom 24. bis zum 28. Oktober 2007 in Istanbul in der Türkei statt. Es wurde nur der Wettbewerb für gemischte Mannschaften ausgetragen. Es war die zweite Austragung der Badminton-Jugendeuropameisterschaft.

## Sieger und Platzierte
| Disziplin | Gold | Silber | Bronze |
| --------- | --- | --- | --- |
| Teams     | Dänemark (Lena Grebak, Maria Herskind, Caroline Ploug Nielsen, Sara Thygesen, Kian Andersen, Morten Bødskov, Niclas Nøhr, Steffen Rasmussen) | Ukraine (Artur Dzhupina, Sergiy Garist, Dmytro Katsaruba, Kyrylo Leonov, Gennadiy Natarov, Oleksandr Pyeryev, Mykhaylo Vorona, Yuliya Kazarinova, Olga Nadtochiy, Mariya Ulitina, Natalya Voytsekh, Anna Zhukovska) | Frankreich (Marin Bauman, Antoine Bebin, Lucas Claerbout, Florian Gauthier, Paul Marie Oliva, Quentin Ramond, Thomas Rouxel, Audrey Chaillou, Audrey Fontaine, Angelique Guilloux, Marion Luttman, Marie Maunoury, Andrea Vanderstukken) |

## Endstand
- 1.  Dänemark
- 2.  Ukraine
- 3.  Frankreich
- 4.  Polen
- 5.  Russland
- 6.  Belgien
- 7.  Spanien
- 8.  Österreich
- 9.  Türkei
- 10.  Wales
- 11.  Schottland
- 12.  Schweiz
- 13.  Irland
- 14.  Ungarn
- 15.  Estland
- 16.  Slowakei
- 17.  Tschechien
- 18.  Slowenien
- 19.  Portugal
- 20.  Rumänien
- 21.  Litauen
- 22.  Norwegen
- 23.  Griechenland
- 24.  Kroatien
- 25.  Zypern
- 26.  Italien
- 27.  Belarus
- 28.  Island